# John Geddes
John Geddes, född 25 december 1777 i Charleston, South Carolina, död 4 mars 1828 i Charleston, South Carolina, var en amerikansk politiker (demokrat-republikan). Han var guvernör i delstaten South Carolina 1818–1820.
Geddes tjänstgjorde som generalmajor i South Carolinas milis. Efter en tid i South Carolinas representanthus satt han i South Carolinas senat 1816–1818.
Geddes efterträdde 1818 Andrew Pickens som guvernör och efterträddes 1820 av Thomas Bennett. Han var Charlestons borgmästare (på den tiden kallades Charlestons borgmästare intendant) 1817–1818 och 1823–1824. I samband med en valkampanj utsattes Geddes enligt egen utsago för ärekränkning av en politisk rival, Edward Simons. Geddes utmanade Simons till en duell som sonen Thomas Geddes utkämpade i hans ställe. Simons dödades, medan Thomas Geddes sårades i båda låren i försvaret av faderns ära.